# Князь Владимир (судно)
Князь Владимир (ранее Roy Star (2016 год—2017 год), Royal Iris (2004 год—2016 год), Eloise (2004 год), The Azur (1987 год—2004 год), Azur (1975 год—1987 год), Eagle (1971 год—1975 год) — девятипалубное круизное судно российской компании ООО «Черноморские круизы», осуществляющее с мая по октябрь круизный маршрут: Сочи — Новороссийск — Ялта — Севастополь — Сочи. Построено по заказу P&O как морской автопассажирский паром на верфи Dubigeon Normandie в Нанте, Франция и передано General Steam Navigation в Лондоне (Великобритания) в 1971 году. C 2017 года судно эксплуатируется под российским флагом, порт приписки — Сочи.

## История
До 2017 года судно принадлежало израильской компании GOLDEN CRUISES LTD и эксплуатировалось, под флагом Панамы, на круизных линиях между портом Хайфа и портами Кипра, островами Крит и Родос.

## На борту
Лайнер рассчитан на 600 человек, экипаж составляет 250 человек. На судне имеется 300 кают категорий «эконом», «стандарт», а также каюты повышенной комфортности, караоке-бар, рестораны, кинотеатр, аквазона